# Al-Muthanna ibn Haritha
al-Muthannā ibn Ḥāritha al-Shaybānī (in arabo المثنى بن حارثة الشيباني‎?; ... – 636) è stato un condottiero arabo, capo tribale arabo dei Banū Bakr ibn Wāʾil, un Sahaba e un comandante militare musulmano.
Considerato come uno dei conquistatori dell'odierno Iraq nel VII secolo grazie alla vittoria da lui conseguita a Qādisiyya, nella quale trovò la morte, al-Muthannā ibn Ḥāritha al-Shaybānī era un beduino ambizioso e di grande capacità.

## Biografia
Escluso dalla possibilità di diventare il Sayyid del gruppo cui apparteneva, avviò con suoi contribuli che credevano in lui e nelle sue doti di tattico, una serie di incursioni che colpirono il territorio mesopotamico, fino a pochi anni prima governato dagli Arabi lakhmidi, il cui ultimo re (vassallo dei Sasanidi) era stato però deposto e sostituito da un governatore sasanide (marzbān) che rispondeva del suo operato direttamente a Ctesifonte.
Consapevole della rapida crescita delle Umma islamiche a Medina e della sua potenza militare, al-Muthannā si recò da Maometto e, convertendosi alla religione da lui rivelata, fu investito del comando delle forze beduine musulmane nell'area in cui il capo beduino stava già da qualche tempo operando, sottoponendolo tuttavia alla suprema autorità militare che il Profeta stesso aveva costituito contestualmente, per la quale aveva identificato il suo miglior generale, Khālid b. al-Walīd.
Una delle prime operazioni militari in cui al-Muthannā fu però coinvolto avvenne nel quadro della repressione in Bahrein dell'apostasia di al-Ḥuṭam.
Le effettive operazioni militari in Mesopotamia che lo videro come protagonista cominciarono tuttavia solo dopo la morte di Maometto (632), nella primavera del 633, grazie al suo successore politico e militare, il califfo Abū Bakr.
Al-Muthannā infatti fu posto sotto il comando di Khālid b. al-Walīd fino all'avvenuta conquista dell'Iraq meridionale e centrale (battaglia di Dhāt al-Salāsil, del Fiume e di Ullays), concluse dalla conquista di al-Hira, ma sembra che gli fosse concesso un certo grado di autonomia nel condurre azioni nel Sawād mesopotamico.
Al momento in cui a Khālid fu ordinato nella primavera del 634 di spostarsi in Siria, dove le operazioni musulmane avevano trovate impreviste difficoltà, il comandante beduino assunse il comando di metà del corpo di spedizione di Khālid, che lasciò l'Iraq con l'altra metà per giungere in Siria attraverso un'epica (e ancora poco chiara) marcia attraverso il deserto, cogliendo del tutto di sorpresa le forze bizantine e dei loro alleati arabi.
Nel frattempo, dopo la morte di Abū Bakr nel 634, gli era succeduto come califfo ʿʿUmar b. al-Khaṭṭāb, che volle rinforzare il dispositivo militare in Iraq, inviando un contingente sotto il comando di Abū ʿUbayd b. Masʿūd al-Thaqafī, annichilito però nella battaglia del Ponte dalle forze sasanidi (635).

Al-Muthannā, che operava nella retroguardia, combatté efficacemente e valorosamente, ricevendo però varie ferite che si riveleranno fatali in seguito.
Se qualche dubbio viene avanzato sulla storicità della battaglia di al-Buwayb (malgrado di essa parli abbondantemente Ṭabarī) che egli avrebbe vinto poco dopo, è comunque vero che al-Muthannā si mosse per partecipare alla battaglia di al-Qādisiyya, morendo però poco prima dello scontro a causa delle ferite ricevute, poco dopo l'arrivo da Medina di un nuovo esercito comandato dal noto Sahaba Saʿd b. Abī Waqqāṣ.
La sua morte sarebbe avvenuta nel 636.

## Il mito di al-Muthannā
Malgrado al-Muthannā non avesse alcun sentimento schiettamente nazionalistico (salvo quello della asabiyya, vale a dire dell'orgoglioso sentimento "campanilistico" tipico di ogni tribù), la sua figura è diventata un simbolo del nazionalismo iracheno nel XX secolo. La nascita del Regno dell'Iraq e la lunga e non sempre coerente contrapposizione nei confronti del Regno Unito fece proporre dagli ambienti nazionalistici iracheni, con ottimo e perdurante successo, la figura di al-Muthannā come emblema della nazione irachena araba, orgogliosa del suo retaggio e della sua protratta centralità nella storia del mondo arabo-islamico.